# Баранов, Николай Артёмович
Николай Артёмович Баранов (22 июня 1926, Амонь, Курская губерния — 25 апреля 1945, Польша) — моторист полуглиссера ПГ-111 1-го отдельного отряда полуглиссеров 1-й бригады речных кораблей Днепровской военной флотилии, старший матрос.

## Биография
Родился 22 июня 1926 года в селе Амонь (ныне — Хомутовского района Курской области) в семье крестьянина. Русский. Член ВЛКСМ. Окончил неполную среднюю школу.
В Военно-Морском Флоте с 1943 года. В 1941 году Баранов оказался на оккупированной врагом территории. Представители «нового» порядка решили Баранова в числе другой молодёжи угнать в Германию на каторжные работы. Баранов и его друзья ушли в партизаны. Трудно было партизанить небольшому отряду в малолесистой местности Курской области, поэтому в конце 1942 года им удалось пробиться через линию фронта.
В 1943 году Баранов был зачислен в Днепровскую военную флотилию на должность моториста полуглиссера. 1-я бригада речных кораблей выполняла боевые задания на реках Днепр, Березина, Припять, Западный Буг, Висла, Одер, Шпре.
Отличился Баранов летом 1944 года в боях за белорусские города Бобруйск и Пинск. Получил благодарность Верховного Главнокомандующего. С боями дошёл до Германии.
В апреле 1945 года началась Берлинская операция. Днепровская военная флотилия была в оперативном подчинении 1-го Белорусского фронта. Ей предстояло переправить войска 9-го стрелкового корпуса 5-й ударной армии через реку Шпре в Берлин. Отряд полуглиссеров под командованием лейтенанта М. М. Калинина с 16 по 22 апреля следовал на грузовых автомашинах в боевых порядках корпуса с Кюстринского плацдарма. В ночь на 24 апреля 1945 года полуглиссеры под огнём противника были спущены на воду, и началась переправа разведывательных и передовых отрядов десантных войск.
Полуглиссером под № 111, где мотористом был старший матрос Баранов, командовал старшина 2-й статьи Сотников. Под непрекращающимся огнём противника катер сделал через Шпре несколько рейсов и высадил у леса Плентер-вальде около 2-х стрелковых рот. После того как командир катера погиб, командование принял на себя Баранов, продолжая переправлять бойцов на левый берег. Он доставил на плацдарм ещё около 120 бойцов. Во время 11-го рейса Баранов был тяжело ранен и 25 апреля 1945 года скончался…
Указом Президиума Верховного Совета СССР от 31 мая 1945 года за образцовое выполнение боевых заданий командования на фронте борьбы с немецко-фашистскими захватчиками и проявленные при этом отвагу и геройство старшему матросу Николаю Артёмовичу Баранову было посмертно присвоено звание Героя Советского Союза.

## Награды
- Медаль «Золотая Звезда» Героя Советского Союза
- Орден Ленина

## Память
- Похоронен Н. А. Баранов в братской могиле в городе Кюстрин (ныне Костшин-над-Одрой, Польша).
- Приказом Министра обороны СССР Н. А. Баранов навечно зачислен в списки личного состава одной из частей Военно-Морского Флота.